# Aldea del Rey
Aldea del Rey é um município Espanha na província de Ciudad Real, comunidade autónoma de Castilla-La Mancha, de área 154,27 km² com população de 2051 habitantes (2004) e densidade populacional de 13,29 hab/km².

## Demografia

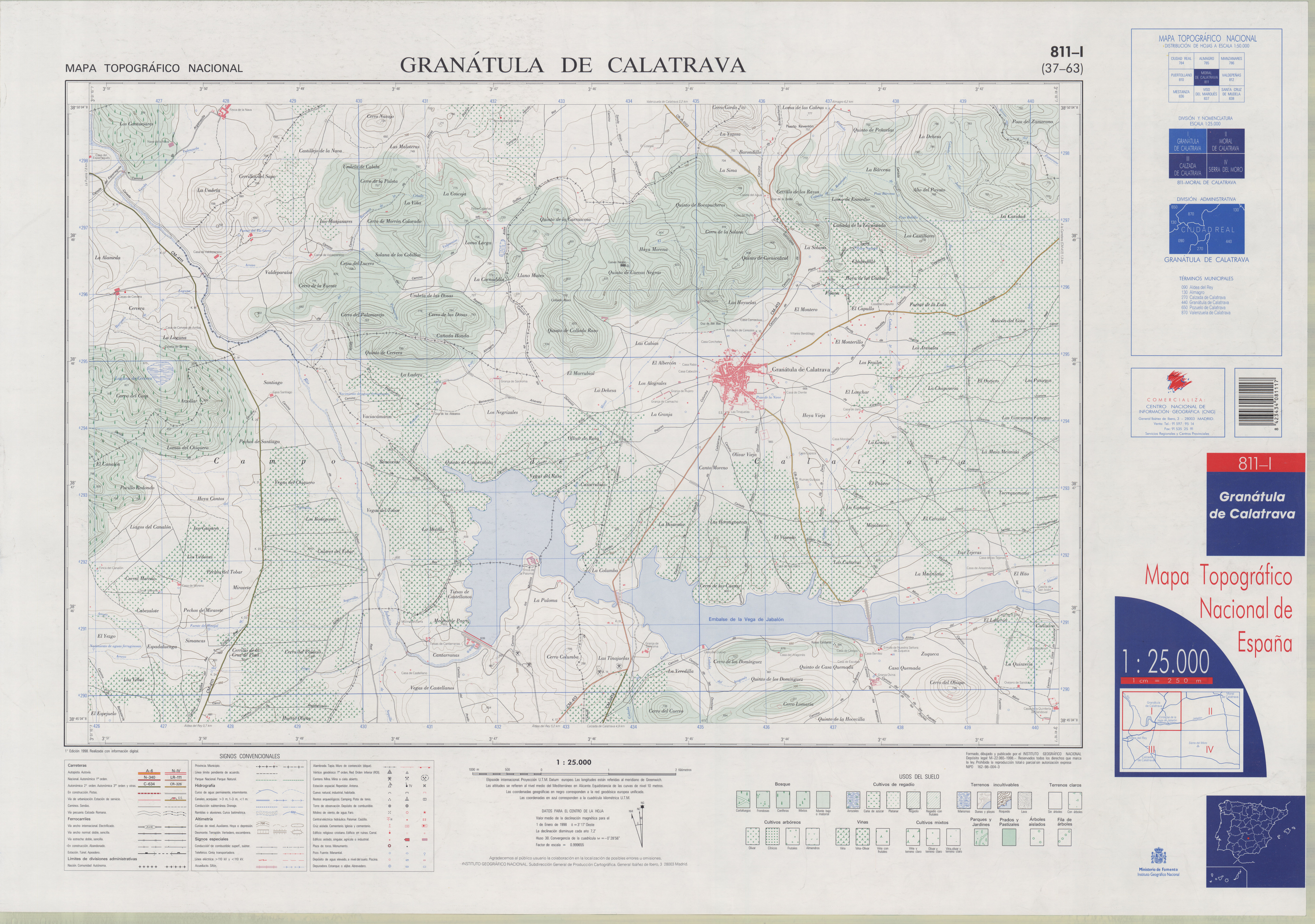
Mapa de localização

| Variação demográfica do município entre 1991 e 2004 | Variação demográfica do município entre 1991 e 2004 | Variação demográfica do município entre 1991 e 2004 | Variação demográfica do município entre 1991 e 2004 |
| --------------------------------------------------- | --------------------------------------------------- | --------------------------------------------------- | --------------------------------------------------- |
| 1991                                                | 1996                                                | 2001                                                | 2004                                                |
| 2370                                                | 2240                                                | 2109                                                | 2051                                                |

## Monumentos e patrimônio
- Sacro-Convento Castillo de Calatrava la Nueva;[4]
- Palacio de Clavería;[5]
- Ermita Nuestra Sra. del Valle (século XIV);
- Igleja de San Jorge Mártir (século XIX);
- Fábrica de Harinas (século XIX);
- Yacimientos arqueológicos: El Chiquero, Vega de los Morales, Barranco Blanco, El Yezgo, Terraza del Jabalón, «a Arenilla, e Yacimiento de la Higuera y los Baños del Barranco.[6]